# ループ (鈴木光司の小説)
『ループ』は、鈴木光司によるミステリーホラー小説。鈴木の大ベストセラーとなった小説『リング』シリーズの完結編。1998年5月、角川書店より初版。
「見ると死ぬ呪いのビデオ」に始まる不条理な恐怖を描いた『リング』、その後日譚を医学的視野から描いたサスペンスタッチのホラー『らせん』に続くシリーズ第3作であると共に、一連の物語の完結編である。

## あらすじ
物語で語られる時代はそう遠くない近未来である。二見馨は、地球上の重力異常ポイントに住む者が長寿であることに気づき、科学者の父と共に、その一つであるアメリカのニューメキシコ州にある長寿村を旅行で訪れる約束をするが、その直後、父は「転移性ヒトガンウイルス」に感染して発病、余命幾ばくもない状態となる。
そんな時、馨は、父の病院で知り合ったシングルマザーの杉浦礼子という女性と恋仲になり、やがて彼女は馨の子を身籠もるが、彼女もまたヒトガンウイルスのキャリアだった。やがて世界中で多発し始めたヒトガンウイルスは変化を遂げ、人間だけでなく、他の動物や植物にまで感染し始めた。このままでは世界はこのウイルスによって死滅してしまう。
そんなとき、馨は「例の長寿村に行った者がヒトガンウイルスを克服した」という情報を聞き、父や礼子、そして生まれてくる我が子を救おうとアメリカへ旅立つ。
その道程で馨は、父がかつて研究者として関わっていた、数十万個の巨大コンピュータを使って、電子世界に架空の世界をプログラムし、生命の進化と可能性をシミュレーションするプロジェクト「ループ」の中のプログラム上生命体「タカヤマリュウジ」「アサカワカズユキ」「ヤマムラサダコ」「タカノマイ」「アンドウミツオ」らが、現実世界で猛威を振るっているヒトガンウイルスに深く関わっていたことを知る。だが、その「ループ」は原因不明の異常事態でガン化し凍結されてしまった。
ヒトガンウイルスの真相に迫るため、アメリカのニューメキシコ州ウエインスロックを彷徨う馨。そんなとき、彼の前に、「ループ」プロジェクトの最高責任者クリストフ・エリオットが現れ、一連の事件の驚くべき真実を馨に告げる。「進化は偶然に左右されるはずだから、二つと同じものは出来ないはずなのに、ループの世界の進化は、現実世界とあまりにも酷似し過ぎていた」こと、「プログラム『タカヤマ』は仮想世界内で死ぬ直前、自分たちの世界のカラクリに気付き、『そっちへ連れて行ってくれ』と懇願した」こと、そしてこの訴えにエリオットが触発されたこと…。
そして馨はエリオットから、現実世界と仮想世界を共に救う、唯一の方法を告げられる…。

## 登場人物
二見馨（ふたみ かおる）
本作の主人公。幼少期から両親と知的な会話ができる。20歳には見えない外見。人工生命プロジェクト「ループ」研究員の秀幸と真知子の息子だが、終盤その意外な出生の秘密が明かされる。
杉浦礼子（すぎうら れいこ）
馨が付属病院で出会った一人息子を持つ未亡人。夫の名前は不明。転移性ヒトガンウイルスのキャリア。馨と恋に落ちた末の肉体関係で人生が一変する。続編「ハッピー・バースデイ」にも主人公として登場。
二見秀幸（ふたみ ひでゆき）
馨の父。人工生命プロジェクト「ループ」研究員の一人。自らも転移性ヒトガンウイルスのキャリアとなってしまう。続編「ハッピー・バースデイ」にも登場。
二見真知子（ふたみ まちこ）
馨の母で秀幸の妻。馨や秀幸の難解な数学・科学的な質問にも答えられる程の知識を持つ。
杉浦亮次（すぎうら りょうじ）
礼子の息子。転移性ヒトガンウイルスのキャリアであり厭世的。馨と母の関係を知り、病魔を苦にしたか飛び降り自殺。
天野徹（あまの とおる）
秀幸の知り合いの人工生命プロジェクト「ループ」研究員の一人。馨に「ループ」の出処と内容を伝える。続編「ハッピー・バースデイ」にも登場。
ケネス・ロスマン
アメリカのニューメキシコ州ウエインスロックに住む人工生命プロジェクト「ループ」研究員の一人。馨が訪れた際、死亡している。彼の残したデータから馨は「ループ」の詳細を知る。
クリストフ・エリオット
アメリカのニューメキシコ州に住む人工生命プロジェクト「ループ」の責任者である老人。馨の正体を知る人物。転移性ヒトガンウイルスを治療するためのニューキャップ（ニュートリノ・スキャニング・キャプチャー・システム・NSCS）を馨に教える。
ハナ
エリオットの補佐をする東洋系の看護婦。150cm程の身長で少女にしか見えないが結婚している。馨の世話をする。
タカヤマリュウジ（高山竜司）
人工生命プロジェクト「ループ」内の大学教授。呪いのビデオのサイコロの数字から自分たちの世界が仮想現実であることを見抜き、現実世界へ連れていってほしいと電話で懇願する。
ヤマムラサダコ（山村貞子）
人工生命プロジェクト「ループ」内の人物である超能力者。呪いのビデオをはじめとする様々な人類抹殺の謀略を進め、「ループ」をガン化させた元凶。転移性ヒトガンウイルスも彼女の存在が関わっている。

## 作品解説
本作では、それまでの登場人物だった、浅川や高山竜司、貞子などは「すべて仮想世界「ループ」の中で生活していた、プログラム上の生命」であったという事実が明らかにされる。「ループ」内で突如発生した「呪いのビデオ」による、ループ内に生存する人類絶滅の危機が、コンピュータプログラムと現実の境を超え、現実世界に波及していく様が描かれる。
恐怖小説として始まった一連のシリーズは、人類の誕生と生命体の進化、そして神の存在に言及した物語に帰結し、その飛躍の激しさから話題を呼んだ。
シリーズを締めくくるエピソードではあるものの、映像化については、前2作と全く違う物語の特徴とスケールの大きさ、ストーリー上の決定的な事情（原作者鈴木光司は、インタビューで、馨につながるある人物の映画版のキャストは彼につながりやすいと返答しているとおり、この作品は、文章だけで構成された小説だからこそ使える技法がそのままトリックになっているため、映画シリーズのキャストを連結させて映画化すると、演じる俳優が登場した時点で物語のオチが一気に割れてしまうという問題がある。）により、数多く映像化された『リングシリーズ』の中では、未だに映像化されるに至っていない。

## 書誌情報
- ループ（角川書店）ISBN 978-4-04-873095-2 （2012年5月11日発売[1]）
- ループ（角川ホラー文庫）ISBN 978-4-04-188006-7 （2013年5月25日発売[3]）

## ハッピー・バースデイ
本作発表の後、鈴木光司は本作の後日談である短編『ハッピー・バースデイ』を発表。遺された礼子のその後を描いた「リングシリーズ」本当の完結編。詳細は「バースデイ」参照。